# Jens Dinesen Jersin
Jens Dinesen Jersin, född den 28 september 1587 i byn Jersie (därav namnet)
nära Kjöge, död den 25 oktober 1634, var en dansk pedagog och teolog, far till Jacob Jensen Jersin. 
Jersin blev 1605 student och studerade 1607–10 i Wittenberg och 1615–17 i Giessen, var under mellantiden rektor i Sorö och blev 1619 professor i metafysik vid universitetet (en nyupprättad lärostol), var dessutom sedan 1617 lärare för Kristian IV:s två oäkta söner och uppehöll sig med dem 1624–25 vid akademien i Sorö. Därefter blev han präst vid Vårfrukyrkan i Köpenhamn och 1629 biskop i Ribe. 
I utlandet hade Jersin slutit sig till den ramistiska riktningen i filosofi och pedagogik, vilken yrkade på införandet av mera praktiska metoder i undervisningen, och han sökte genomföra detta genom att utarbeta två latinska grammatiker (en mindre 1623 och en större 1624), i vilka danskan begagnades till språkbegreppens förklaring. 
Denna nyhet rönte dock så häftigt motstånd hos professorer och skolmästare, att Jersins läroböcker trots flera påbud från regeringen inte användes i skolorna, förrän de 1640 blivit så omarbetade, att danskan var alldeles bortrensad därifrån. Jersins verksamhet hade dock den betydelsen, att den öppnade ögonen för modersmålets vikt. 
I kyrkligt hänseende hade Jersin gripits av den praktiska, fromma riktning, som utgått från Valentin Weigel och Johann Arndt och sedermera gav upphov åt pietismen. Han väckte stor rörelse som predikant i Köpenhamn genom att alltid söka inskärpa betydelsen av en fruktbärande levande tro i motsats till en blott ortodox dogmatisk lära. 
Som biskop hade han många svårigheter att utstå, därför att alla förhållanden var högst förvirrade till följd av Wallensteins årslånga härjningar. Särskilt måste han kämpa mot en överhandtagande vidskepelse och skrev i detta syfte Om miracler, tegn oc obenbaringer oc deris udleggelse (1632; 5:e upplagan 1746), där han med en då för tiden sällsynt andlig frihet starkt framhöll, att dylikt oftast är inbillning eller bevislig lögn. 
Jersins två praktisk-religiösa skrifter, Vera via vitæ, en rigtig vei til det evige liv (1633) och Troens kamp oc seier (1636), tillhörde länge de mest omtyckta andaktsböckerna bland allmogen i Danmark och Norge (de utkom i många upplagor, sista gången i Danmark  1866–69, i Norge 1878) samt översattes till svenska (den förra 1683, den senare 1678; flera upplagor), isländska och tyska.